# Marcos Aurelio Pérez Caicedo
Marcos Aurelio Pérez Caicedo (Daule, 14 de julio de 1967) es un sacerdote, arzobispo, profesor y teólogo ecuatoriano que actualmente se desempeña como 6° arzobispo de Cuenca.

## Biografía

### Primeros años
Marcos Aurelio nació el día 14 de julio de 1967 en Daule, Provincia del Guayas, Ecuador.
Proviene de una familia muy humilde y de gran tradición católica.
Ya desde muy jovencito descubrió su vocación religiosa. 

### Formación
Estudió en el Colegio Nacional Juan Bautista Aguirre de Daule.
Ingresó en el Seminario Mayor de Guayaquil, donde realizó sus estudios de Filosofía y Teología.
Posteriormente marchó durante una temporada a Italia para continuar con su formación.
Allí obtuvo una licenciatura en Teología espiritual por la Universidad de la Santa Cruz de Roma.

### Sacerdocio
En cuanto regresó a Ecuador, el día 19 de marzo de 1992 fue ordenado sacerdote para la arquidiócesis de Guayaquil, por el entonces arzobispo metropolitano, Juan Larrea Holguín.
Desde su ordenación sacerdotal, a lo largos de los años posteriores ha ido ocupando numerosos cargos pastorales:
Inició su ministerio como vicepárroco de la iglesia El Sagrario. 
En 1998 pasó a ser vicerrector del Seminario Mayor de Guayaquil, hasta el año siguiente que fue elegido rector. 
Desde el 2002 hasta día de hoy es presidente de la Organización de Seminarios Ecuatorianos (OSEC). 
Desde el 2004 hasta el 2006 ha sido profesor y reelegido como rector en el Seminario Mayor de Guayaquil, 
Fue profesor en la Escuela de Teología para Laicos y capellán de la Unidad Educativa Cardenal Bernardino Echeverría Ruiz.

### Episcopado

#### Obispo Auxiliar de Guayaquil
El 10 de junio del 2006, el papa Benedicto XVI lo nombró obispo titular de Traiectum ad Mosam y obispo auxiliar de Guayaquil.
Tras su nombramiento, además de su escudo, se puso como lema la frase escrita en latín "Oportet Illum Regnare", que su traducción es "Él debe reinar".
Ordenación episcopal
Fue consagrado el 22 de julio del mismo año, a manos del por entonces arzobispo de Guayaquil, Antonio Arregui Yarza.
Sus coconsagrantes fueron el por entonces nuncio apostólico en Ecuador, Giacomo Guido Ottonello y el por entonces arzobispo de Quito, Raúl Vela.
Cargos como obispo auxiliar
Siendo obispo auxiliar tenía encomendadas la Vicaría Sur y la Vicaría Santa Elena (2006 – 2008)  
Miembro de la Comisión Episcopal para los Laicos (2008 – 2011)
Responsable de la Vicaría-Centro-Norte y vcario episcopal para Catequesis, Ministerio de Jóvenes, Laicos y Familia (2008 – 2012). 

#### Obispo de Babahoyo
El 10 de febrero de 2012, el papa Benedicto XVI lo nombró obispo de Babahoyo, en sucesión de Fausto Trávez.
Tomó posesión durante una ceremonia en la catedral de Babahoyo.
Cargo en el  Obispado
El 14 de septiembre de 2013, el papa Francisco lo nombró administrador apostólico de la diócesis de Guaranda durante un periodo de sede vacante. Tuvo este cargo hasta el 15 de agosto de 2014 en que tomó posesión canónica monseñor Skiper Yánez como obispo de esta diócesis, de este modo retomó sus oficios como obispo de Babahoyo. 
En 2014 fue designado como vicepresidente de la CEE, hasta el 2017.

#### Arzobispo de Cuenca
El 20 de junio de 2016, el papa Francisco lo nombró arzobispo de Cuenca, en sustitución de Luis Cabrera Herrera.
Toma de posesión canónica
Tomó posesión canónica el día sábado 6 de agosto de 2016, durante una ceremonia en la catedral de la Inmaculada Concepción de Cuenca.
El miércoles 29 de junio de 2016, en la solemnidad de los Apóstoles Pedro y Pablo, en una ceremonia en la basílica de San Pedro, recibió el palio arzobispal de manos del sumo pontífice el papa Francisco.
El mismo día de su toma de posesión recibió la imposición del palio arzobispal de manos del entonces nuncio apostólico en Ecuador, Giacomo Guido Ottonello.

## Escudos episcopales
| Obispo de Babahoyo | Arzobispo de Cuenca |
| ------------------ | ------------------- |
|                    |                     |